# جمعية الآداب العربية
جمعية الآداب العربية هي من أوائل الجمعيات المسرحية التونسية، فقد ظهرت في 10 مارس/آذار 1911.
- من مؤسسي هذه الجمعية عبد العزيز الثعالبي.
- انقطعت هذه الجمعية عن النشاط خلال فترة الحرب العالمية الأولى. وبعدها اتحدت مع جمعية الشهامة العربية لتظهر جمعية التمثيل العربي عام 1922.